# نورمان تورنبول
نورمان تورنبول هو سياسي كندي، ولد في 24 أغسطس 1900، وتوفي في 12 يناير 1986.